# Pierre Garcia-Fons
Pour les articles homonymes, voir Pierre Garcia (homonymie), García, Fons et García-Fons.
Pierre Garcia-Fons, né le 30 juillet 1928 à Badalone et mort le 30 juillet 2016 à Paris 18e, est un peintre, lithographe et sculpteur français d'origine catalane.
Pierre Garcia-Fons a gardé son indépendance artistique toute sa vie : « [Je me décris comme] un peintre de sentiment ».
Marié avec Olga Caprani i Cufi, ils ont 2 garçons : Tristan né en 1953 qui est devenu pédopsychiatre et psychanalyste et Renaud né en 1962, contrebassiste et compositeur.  Le couple est installé à Paris dans la cité Montmartre-aux-artistes, au 189, rue Ordener. Ils conservent néanmoins et entretiennent leurs racines catalanes à Villeneuve-la-rivière (Pyrénées-Orientales). « Pour un artiste, trouver une solution de qualité et des moyens pour loger la famille, peindre et présenter son travail en cours est un impératif »,.

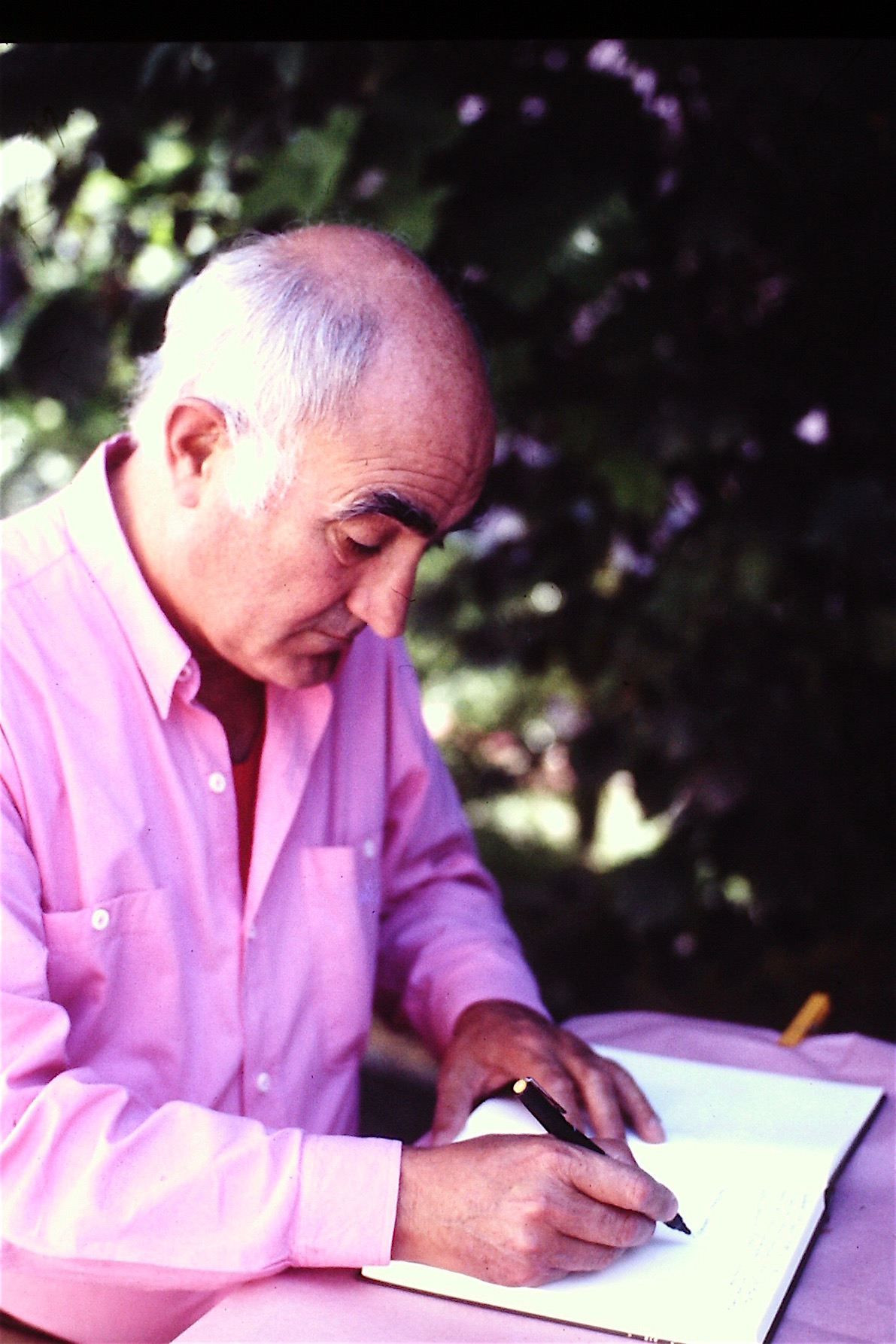
Pierre Garcia-Fons écrivant

Voir citations de l'artiste dans Wikiquote.

## Biographie

### Famille
Le père de Pierre Garcia-Fons, Pedro García y Martínez, est natif de Carthagène dans la région de Murcie en Espagne. En 1918, avec son père et son frère, ils tentent de rejoindre en bateau la France alors en pleine reconstruction grâce au service d'un passeur. Abandonnés par ce passeur qui a filé avec l'argent, c'est comme exilés de l'intérieur qu'ils s'installent maçons à Badalone. Sa mère Amparo Fons y Aguilella vient de La Vall d'Uixó du pays valencien. Né le 30 juillet 1928, Pere (Pierre en français) est l'aîné et a trois sœurs.
Pedro García y Martínez est un militant de la Confédération nationale du Travail (CNT). En 1936, il rejoint l'armée républicaine lors de l'insurrection franquiste qui sonne le début de la guerre civile espagnole. Après avoir vécu la retraite des forces républicaines et l'exil forcé des populations des territoires vaincus (Retirada), Pedro García y Martínez ne reste pas longtemps interné au camp de concentration d'Argelès-sur-Mer (Pyrénées-Orientales). Il décide d'intégrer une compagnie de travailleurs étrangers afin d'éviter une reconduite à la frontière espagnole[Laquelle ?], synonyme d'enfermement, de tortures et de mort. Il part travailler dans un camp de prisonniers situé dans les Alpes jusqu'en 1943.

### Jeunesse: l'exil,  la guerre, les débuts
Compte tenu de la situation politique et militaire courant 1938, la mère obtient pour elle et leurs enfants (Pierre est âgé de dix ans) les visas nécessaires pour quitter Badalone et rejoindre la Catalogne Nord en France. Ils s'installent à Perpignan. Les deux garçons sont placés au pensionnat du Centro español financé par les sympathisants de la république espagnole. Pierre va à l'école Lavoisier rue de la cloche d'or à Perpignan, y apprend rapidement le français, et obtient son certificat d'études. En 1939, Pierre Garcia-Fons, âgé de 11 ans commence un apprentissage dans le garage Rière du Bas-Vernet, puis travaille comme livreur pour un épicier en gros à Perpignan. En 1945, sur les conseils de l'artiste andalou Manolo Valiente, ami de captivité de son père (camp de concentration d'Argelès-sur-Mer), il pratique chez lui le modelage de la terre glaise et la sculpture sur bois. Il trouve du travail comme sculpteur de meubles chez un ébéniste. Comme élève de Valiente, il côtoie d'autres peintres comme André Fons-Godail (professeur), Balbino Giner, Germain Bonel, Roger Mauréso, Louis Portet, Henri Frère ou le poète Gumersind Gomila.
Pierre Garcia-Fons s'inscrit en 1946 au cours du soir de l'école municipale de dessin du quartier saint-Jacques de Perpignan. Il fait ses armes avec le peintre catalan André Fons-Godail. Ce cours sera dirigé plus tard par Jean-Jacques Prolongeau.
En 1948, il s'installe à son compte comme sculpteur sur bois (quelques bustes et plusieurs nus d'une profonde gravité), en argile et en pierre et il commence à peindre des sujets de « la vie de tous les jours » sous influence alors grandissante du misérabilisme de tous les jeunes peintres de cette époque. Il visite les grands musées de Paris qui rouvrent leurs portes à la fin de la Seconde Guerre mondiale.
Au mois de septembre 1948, Pierre Garcia-Fons présente ses premières sculptures en tant qu'invité à l'exposition d'André Fons-Godail à la salle Arago de Perpignan. La première exposition de ses œuvres a lieu un an plus tard dans le même lieu. Sa période de peinture misérabiliste reflète toute cette ambiance. Le poète Gumersind Gomila signe une critique : « [.] pas d'humour, pas de joie, et ce qui est le plus étrange, pas même de sérénité ; tout semble dominé par un sentiment d'angoisse indéfini. [.] qui aboutirait à un mysticisme ordonné, profondément ancré dans le réel ».
Eric Forcada, historien de l'art, ajoute : « Davantage que mystique, la peinture du jeune artiste fait le constat brut de la réalité qui l'entoure » et « L'art du peu, une économie d'effets plastiques délibérée [.]. Les tons paraissent comme neutralisés  [. Tout] semble exprimer cette impuissance [.] que ressent toute une génération d'artistes après les événements que le siècle vient de vivre [.] et qui devient [.] expression artistique d'une classe sociale. [.] Il s'obstine à témoigner du réel comme le ferait un survivant ». Dans la querelle qui sépare les réalistes vs les abstraits, il s'est rangé dans un réalisme empreint du malaise d'une société traumatisée par la barbarie fasciste.
Il s'installe à Paris dans le petit hôtel de la rue de la Lune, et pour vivre, il travaille comme sculpteur de cadres à l'atelier de Jaume Vidal à Montparnasse. Nombreux sont les artistes catalans et espagnols en exil qui ont choisi cet atelier pour s'y rencontrer. Il y travaillera jusqu'en 1953.
En 1949 il fréquente régulièrement l'académie de la Grande Chaumière de Paris ainsi que les peintres : Antoni Clavé, Henri Cueco, Oscar Dominguez, Xavier Valls (père de Manuel Valls), Joaquin Peinado, Orlando Pelayo, Emile Grau-Sala, etc.
Il est admis en 1950 au 1er Salon de la Jeune Peinture, avec sa toile Le Bœuf Écorché. Ce salon va jouer un rôle crucial car les meilleurs éléments de la jeune peinture d'après-guerre s'y retrouvent annuellement : Paul Rebeyrolle, Henri Cueco, Guy Bardone, Bernard Buffet, André Minaux, Eduardo Arroyo, René Génis, Weisbush, Gilles Aillaud, Paul Guiramand, Daniel Buren, etc. Pendant plus de 15 ans, il fera partie des organisateurs, puis deviendra membre du jury, enfin vice-président (1956 - 1967). Il démissionne du comité du Salon de la jeune peinture en 1967 et cesse d'y exposer ses toiles.
Il est sélectionné en 1951 pour le prix de la critique.
Olga Caprani i Cuffi et Pierre Garcia-Fons se marient en 1952. Ils se sont connus à l’école municipale de dessin de Perpignan. Elle est née en 1932 à Terrassa (Catalogne) et elle est étudiante à l’École nationale des beaux-arts.
Lors de la 3e édition du salon de la jeune peinture (1952), l'artiste présente la toile L'Apprenti, qui « en bleu [de travail] rapiécé, évoque avec bonheur, le travail ingrat et sans lumière d'une jeunesse à laquelle notre société n'a rien à promettre que la guerre »
Naissance de son fils Tristan en 1953 et cette même année, Pierre Garcia-Fons fait son service militaire au 5e régiment du génie à Versailles durant 18 mois. Ils habitent une chambre dans un hôtel minable rue des Pyrénées en attente d'un logement dans une cité d'artistes.
Il adhère au Parti communiste français (PCF) en 1953. Il le quittera en 1965. Eric Forcada rapporte : « Malgré les violents débats esthétiques [.], Garcia-Fons n’assujettira jamais sa peinture au politique. Il préfère se reconnaître dans l'apport de ses maîtres » . Et notamment, durant cette période, Paul Cézanne pour « sa rigueur, sa justesse du ton de la lumière »,.
Grâce à Michel Thompson, peintre de la Ruche, il squatte un atelier de la cité d'artistes de la rue Vercingétorix qui devait être démolie. Défendu par l'avocat Me Moro-Giafferi et avec le soutien d'un comité dans lequel plusieurs artistes célèbres se sont engagés (Picasso, Cocteau, Giacometti, etc.), il obtient de la Ville de Paris un atelier de travail au 7e d'un HLM rue Emile Blémond à Montmartre.
En 1956, par concours, il obtient une bourse de voyage décernée par le secrétariat d’état au arts et aux lettres : Grâce à cette aide il peut travailler à l'abri du besoin, lors de son séjour à Uzerche, en Corrèze, avec Henri Cueco notamment. Au retour, il présente une série d’œuvres exposée en 1957 au salon de la jeune peinture (La Tannerie, Les Outils, Les Cuves) : Il montre une évolution de son art vers « un formalisme plus synthétique, une composition structurée plus directe et moins subjective [... et] une utilisation d'une gamme colorée plus vivante ». Il reçoit le prix Antral pour une nature morte marquée par l'influence de Cézanne.
Cette période se clôt sur une série d’œuvres consacrées aux conditions de vie des travailleurs en milieu urbain et logés en HLM.
Il part sur le chemin de la lumière brute.

### Maturité: les voyages
En 1958, âgé de 30 ans, Pierre Garcia-Fons obtient le prix Fénéon décerné par un jury composé de George Besson, Jules Supervielle, Francis Jourdain, Louis Aragon, Jean Paulhan, Charles Vildrac, et le peintre Jean Fautrier. George Besson, critique d'art, découvre son travail et commence à suivre sa carrière. Au Salon de la jeune peinture se déroulent tous les ans de féroces luttes de tendances où alternent passions esthétiques et opportunisme politique. Eric Forcada dit que « George Besson s'attaque au sein de la gauche à la ligne dure du réalisme socialiste défendue notamment par Louis Aragon pour lui opposer une vision de la réalité moins dogmatique, davantage basée sur l'empirisme personnel qui laisse toute sa place au charnel, en sensuel, à l'intuitif : la peinture s'énonce comme une mise en ordre des sensations par transposition du réel ».
Il se dégage de l'influence de l’œuvre de Cézanne et adopte des aspects du travail de Bonnard. Ses toiles laissent place à une interprétation plus sensible de la réalité. En 1959, une œuvre est présentée à la section française du Musée national d'Indonésie, à Jakarta.
1960 : Toute la famille voyage aux Pays-Bas au volant d'une Citroën 2 CV. Ils visitent les musées et découvrent Rembrandt, Vermeer, Van Gogh, etc.
Voyage familial en Italie en 1961 qui lui permet de voir les grands vénitiens (Titien, Tintoret et Véronèse) et où il trouve des conditions de création jubilatoire et sensuelle loin des querelles de chapelle et des luttes d'influence des sphères artistiques parisiennes.
Naissance de son second fils Renaud en 1962. Il reçoit le prix de la ville de Chartres et y reste en résidence du mois d'avril au mois de mai. Pierre Garcia-Fons commence à peindre la série de toiles Océans à la suite des vacances sur la côte sauvage du Croisic, en Loire-Atlantique.
Nouveau voyage familial en Italie. La confrontation avec les primitifs siennois, de Simone Martini, Masaccio, Piero della Francesca, Giotto, Ghirlandaio, mais aussi Carpaccio, Fra Angelico le font douter de sa démarche Effusion d'un moment de son premier voyage en Italie. Des contradictions se révèlent engendrant les résonances d'abstraction lyrique, toiles de face à face avec la nature dépouillée des Corbières, de la Bretagne (série Océans) ou dans l'obscurité des forêts de Cerdagne. Pierre retraduit son émotion éprouvée par ces paysages naturels dans un style abstraction lyrique. Des critiques d'art diront que « sa peinture s'apparente à de l'action painting ».
Il est élu membre du jury du Salon de la Jeune Peinture à partir de sa quatorzième tenue, s'y trouvant aux côtés de Simone Dat, Gérard Tisserand, Hélène Girod de l'Ain et Élisabeth Dujarric de la Rivière.
En 1964, Pierre Garcia-Fons fait la connaissance du poète catalan Jordi Pere Cerdà (Antoine Cayrol). Ce dernier écrira plusieurs textes et ouvrages sur l’œuvre de Garcia-Fons.
Débute alors une expérience de lithographie chez l'imprimeur Fernand Mourlot où il côtoie Chagall, Estève, Buffet, Soulages, Baudin, Delvaux, Cottavoz, Fusaro notamment.
1965 : Pierre et son épouse s'installent à la cité Montmartre-aux-artistes dans un atelier avec appartement au 189 rue Ordener dans le 18e.
Il obtient en cette année 1967 le prix des Onze dont le président du jury est Marcel Brion de l'académie française.
Son premier voyage en Espagne, terre de ses parents et beaux parents, date de 1968 : C'est la découverte des paysages et des populations des villes et villages. Il visite les musées espagnols, reste impressionné par Le Greco, Vélazquez, Zurbaran, Goya et aussi par l'art roman, très présent en Catalogne. Eric Forcada dit : « Cette quête identitaire correspond à sa rupture consommée avec les expériences de groupe, […]. Cet imaginaire longtemps refoulé, enfin reconquis, change sa trajectoire picturale » .
Pierre et son épouse effectuent un voyage à Venise en 1969.
En 1971, dans son approche artistique, une nouvelle notion du temps pictural va naître. Sa technique va se modifier en conséquence pour « permettre les surprises de l'imaginaire et du désir ».
Pierre Garcia-Fons participe au Salon des peintres témoins de leur temps dont le thème est la vie des choses.  Il y présente sa toile Les Trois mannequins qui marque un nouveau tournant dans sa peinture. Comme le souligne Jordi Pere Cerdà, Pierre Garcia-Fons égare le spectateur par le mystère des transparences et des réflexions, le jeu des profondeurs, générateurs d'autres plans et de nouveaux espaces. « Les spectateurs deviendraient alors des acteurs ».
Cette phase artistique se termine par la période des murs végétaux.
Pierre et Olga Garcia-Fons achètent l'ancien presbytère de Villeneuve-la-Rivière (Pyrénées Orientales) en 1976, dans lequel il installe son atelier. Le pays catalan et le port de Collioure en particulier sont sources d'inspiration.

### Évolution
L'exposition en 1977 à la galerie Guiot de Paris Collioures intemporels, Maisons de verre, préfacée par le poète académicien René de Obaldia, marque un nouveau tournant dans l’œuvre de Pierre Garcia-Fons : « Désormais, le légendaire catalan agit comme un fort stimulant, libérateur de l'imaginaire ».
Durant cette période, les toiles voient cohabiter des silhouettes féminines, des escaliers ouverts sur l'espace, des statues féminines arborescentes, des murs de verre-miroirs d'ambiance, etc. Les commentaires des critiques d'art se rejoignent : 
- « L'artiste donne une vision dialogique et non binaire », « ambiance complémentaire et coopératrice de rapports, de résonances et de synergies », « une séduisante synthèse » entre des catégories qui sont souvent opposées comme :
- Nature-Culture, matière et esprit, figuration et abstraction, raison et rêve, ombre et lumière, masculin vs féminin, transparence et opacité, monde intérieur vs nature extérieure, désir et réalité,
- des mises en perspective par : des re-dé-cadrages et points de fuite, des ambiances solaire vs polaire, des enchevêtrements monde du créateur vs monde du spectateur.
- « sa peinture traverse les capteurs de sens » et elle « fait vibrer dialogiquement des couches cérébrales, cultivées, imaginatives » et « l’œuvre du peintre permet des "reliances" ».

En 1980 à l'exposition du Palais des Rois de Majorque de Perpignan, il y présente de nombreuses œuvres de la série des Maisons de Verre ainsi qu'un ensemble 9 figures, femmes d'un rêve d'Opéra Pétrifié. Il déclare : « Je ne peins plus d'après nature, mais d'après les désirs, les sensations, les idées et les fragments de culture accumulés ».
Entre 1980 et 2000, la femme affirme sa centralité dans l’œuvre de Pierre Garcia-Fons et notamment avec la série Les Tableaux contemplés. « la figure de la femme est à la fois distante et désirable, protectrice et sacralisée, inaccessible et mystérieusement bienveillante. Elle agit comme un appel vers l'intériorité du tableau ».
Durant le voyage aux États-Unis en 1988, il découvre les grands espaces encore sauvages et visite de riches musées et collections. Il réalise une exposition à Palm Springs.
En 1993, il effectue de nombreux déplacements en catalogne du sud, à la rencontre de l'art roman de Taüll à la Barcelone gothique, et tout le « pays perdu de l'enfance ». Le poète Jordi Pere Cerdà et le peintre Pierre Garcia-Fons réalisent l'ouvrage Paroles sur un regard, le croisement des transactions mutuelles d'un peintre et d'un poète. Alex Susanna, témoin de cette rencontre, trouve que les toiles de Pierre Garcia-Fons « reflètent avec sagesse et aussi lucidité la tension de vivre et de se voir vivre, d'agir et de se contempler agir, d'arrêter le temps, de le rendre durable et tangible, concret et immatériel ». Jordi Pere Cerdà voit « dans [sa] peinture une manière d'être au monde, une façon de se sentir suspendu dans la respiration, le désir de parfaire l'instant et la crainte d'en perdre la moindre parcelle ».
1996 : exposition de 180 œuvres de la période de la vie marine, au château de Bellegarde du Perthus (Pyrénées Orientales) organisée par Michèle Vert-Nibet (mairesse). Ces œuvres étaient pour  la plupart méconnues du grand public parce qu'elles étaient destinées à des commandes publiques qui n'ont pas abouti.
Courant 1998, Pierre Garcia-Fons réalise que « progressivement un répertoire s'est dégagé parmi les idées qui se bousculent. Le temps de réalisation d'un tableau freine l'évolution comme si le Faire qui se dilate à l'infini voulait embrasser toute une vie ».
Il change de galeriste parisien en passant de la rive droite de Paris à la rive gauche pour rejoindre la galerie Akka.
2002, nouveau mouvement artistique. Les huiles sur papier idées de tableau « surgissent d'un désir soudain, dans un temps limité comme contracté, dans lesquels domine la pulsion ».
Pierre Garcia-Fons est invité en 2004 par la Généralité de Catalogne à exposer ses œuvres dont les peintures compositions de tissus collés sur bâche.
Le catalogue de la rétrospective 1946-2006 est l'occasion pour Pierre Garcia-Fons de résumer quelques "écrits en marge de ma pratique picturale" ,. Il y donne les répercussions des événements et de ses rencontres sur ses envies, ses états d'âmes et sur son art.
Dans le documentaire de Alex JeanPierre Pierre Garcia-Fons au-delà des frontières qui lui est consacré (avec une musique originale de son fils cadet Renaud ) : dialoguant avec le poète catalan Jordi Pere Cerdà, Pierre Garcia-Fons se décrit comme « un peintre de sentiment », privilégiant le « choix du Faire plutôt que du Plaire ». Pour eux deux, « l’œuvre est le fruit de la pensée de l'artiste qui exprime le sentiment des choses présentes », pensée filtrée par « l'âme de l'artiste dans son geste de création » et retraduite par le « ton de la couleur » chez le peintre et le style chez l'écrivain. Alex Susanna constate que l’œuvre de l'écrivain Jordi Pere Cerdà évolue « à l'amble de celle de Pierre Garcia-Fons ». Olga, son épouse, sur la base de photographies, coupures de presse et œuvres retrace les différentes périodes familiales et artistiques : Pierre et Olga, Olga et Pierre... Pierre Garcia-Fons a été épaulé par son épouse, qui est aussi sa muse et sa mémoire tout au long de sa carrière d'artiste.
Eric Forcada conclut : « une leçon magistrale d'exil intérieur qui toujours repousse la frontière, toutes les frontières, aux confins du perceptible ».
En 2019, son fils Renaud, contrebassiste, réalise une vidéo de commémoration présentant une sélection d’œuvres dont il assure l'accompagnement musical avec sa formation instrumentale.

## Expositions

### Expositions individuelles
Par ordre chronologique de la première occurrence

#### En Catalogne
♥ = Très importante
- Salle Arago Perpignan : 1949, 1956, 1957 ;
- Galerie de la Main de Fer Perpignan : 1965, 1968, 1971, 1973, 1975, 1978, 1981, 1983, 1987 ;
- Palais des Rois de Majorque Perpignan : 1980 ; ♥
- Palais des congrès et galerie Art Majeur Perpignan : 1993 ; ♥
- Fort de Bellegarde au Perthus : 1996 ; ♥
- Galerie de l'Olympe Perpignan : 1998 : Il présente les originaux des illustrations des ouvrages de Colette, Hervé Bazin, Mac Orlan, Jean Cayrol, Jordi Pere Cerdà, Albert Camus et les érotiques de Peirre Bataille ; 1999 : La Sant Jordi de Garcia-Fons au printemps et Garcia-Fons : dessins et aquarelles à l'automne ; 2002 ; 2005 ;
- Galerie Odile Oms Céret : 2002 ;
- Couvent des Minimes Perpignan : 2006 : rétrospective Garcia-Fons 1946-2006 ♥.

#### En France
♥ = très importante.
- Galerie Saint-Placide Paris : 1957[28] ;
- Galerie Art de France Cannes : 1960 ;
- Galerie Art de France Paris : 1962 ;
- Musée de Chartres : 1962 ou 63 à vérifier ??? ; ♥
- Galerie Framond Paris : 1966 ;
- Galerie Boissière Paris : 1968 ;
- Galerie Marigny Paris : 1968 ;
- Galerie Mignon-Massart Nantes : 1969, 1972, 1978 ;
- Galerie René Andrieux Toulouse : 1969 ;
- Galerie Guiot Paris : 1962, 1970 (40 toiles inspirées par Gruissan, La Baule et Venise), 1977, 1980,
- Galerie Guiot-Bernheim Paris : 1983 ;
- Galerie « Au Temps Retrouvé » Grenoble : 1970 ;
- Galerie Jean Marbach Mulhouse : 1974, 1979 ;
- Galerie Aktuaryus Strasbourg : 1979 ;
- Galerie Artfrance Paris : 1986, 1993, 2013 ;
- Galerie Artfrance - La Pléiade Grenoble : 1989, 1993 ;
- Centre d'estudis catalans Paris : 1994 ;
- Galerie Akka Paris : 1999 ; ♥
- Maison de Catalogne Paris : 2004 ; ♥
- L'impératrice à Fort de France : 2005 ; ♥
- Exposition Le pli s'illustre Abbaye-aux-Dames de Caen : 2005/2006
- Fondation Paul Taylor Pris : 2008 ♥.

#### À l'étranger
♥ = Très importante
- Galerie David B. Findlay New York : 1962 ;
- Galerie Doi Umeda Tokyo : 1968 ;
- Galerie Tamenaga Tokyo : 1971 ; ♥
- Galerie Marcos Castillo Caracas : 1972 ;
- Salle Nonell Barcelone : 1975 ;
- Galerie Paul Vallotton Lausanne : 1984, 1988 ;
- Artfrance - Galerie Danis Stinson Palm Springs Californie : 1988 ; ♥
- Galerie du Chêne Lausanne : 1994 ;

### Expositions collectives
Par ordre alphabétique des communes.

#### En France
- Avignon, Besançon, Biarritz, Cahors, Cannes, Carcassonne, Céret, Chartres, Collioure, Grenoble, Lille, Lyon, Montpellier, Narbonne, Nice, Paris, Perpignan, Saint-Emilion, Saint-Maur-des-Fossés, Saint-Ouen, Strasbourg, Villeneuve-la-Rivière.
- Donation George et Adèle Besson, Musée de l'Abbaye), Saint-Claude, octobre 2011 - février 2012[29].

#### À l'étranger
Andorre, Barcelone, Berlin, Bruxelles, Chicago, Copenhague, Djakarta, Hanovre, Kiev, Lausanne, Leningrad, Londres, Madrid, Manchester, Montréal, Moscou, Santander, Tokyo, Toronto.

### Salons
Par ordre chronologique de la première occurrence

#### En France
- Salon de la Jeune Peinture : 
  - galerie des beaux-arts Paris : 1950, 1951 : il présente une huile La Couturière ;
  - galerie La Boétie Paris : 1952 : il présente L'Apprenti ;
  - galerie des Amériques Paris 1953 : il présente La tomate, tableau qu'il détruira quelques mois après ;
  - musée d'art moderne de la ville de Paris : 1954: il expose Le Clairon et Olga enceinte, 1955, 1956, 1957 : Il expose des huiles peintes à Uzerche : La Tannerie, Les Cuves et Les Outils, 1958, 1959, 1960, 1961, 1962, 1963, 1964, 1965 ;
- Manifestation d'art à la fondation Monaco Paris : 1950 ;
- Salon des Grands et des Jeunes d’Aujourd’hui : 1958 ; 1961 ; 1962 ; 1964 ;
- Biennale Internationale des Jeunes Artistes, Musée d'Art moderne de la ville de Paris : 1959, 1961, 1965
- Salon d'Automne au Grand Palais (Paris), Paris : (1960 : 52e) à partir de 1953 ;
- Salon du dessin et de la peinture à l'eau ;
- Salon Comparaisons, Paris à partir de 1959 (1976 : il expose Rivage en Roussillon acheté par le secrétariat d'état à la culture) ;
- Exposition organisée à l'occasion des États généraux du désarmement, Cercle Volney, Paris, mai 1963 ;
- Salon des peintres témoins de leur temps, Paris : 1969 à 1974 ;
- Salon d'Angers : 1987, 1989, 1990, 1995 ;
- 8e salon des Arts de l'Air et de l'Espace (École Nationale Supérieure d'Ingénieurs de Constructions Aéronautiques) Toulouse : 1993 ;

#### À l'étranger
- Salon de mai au palais de New-York : 1953 ;
- Salon d'Art figuratif contemporain Tokyo : 1969 ;

## Illustrations
Pierre Garcia-Fons a réalisé ou contribué aux illustrations des ouvrages suivants :
- 1950 : Roger Planes, Paradis Puérils, Perpignan ;
- 1954 : Asturias, Paris, Éditions du cercle d'art ;
- 1965 : (ca) Jordi Pere Cerdà, Obras Poèticas, Barcelone, Edisions Barcino ;
- 1966 : Hervé Bazin, La Mort du Petit Cheval, Paris, Rombardi ;
- 1969 : Pierre Mac Orlan, Marguerite de la Nuit, Le Bal du Pont du Nord, Entre deux Jours, Genève, Edito-Service ;
- Dashiell Hammett, Le Faucon Maltais, Paris, Editions A. Sauret. Lithographies originales en couleurs ;
- 1972 : Jean Cayrol, Midi-Minuit, Paris, Éditions A. Sautet. 9 lithographies originales en couleurs ;
- 1974 : Colette, L'Envers du Music-Hall, l'Entrave, Mitsou, La Vie des Bêtes, Paris, Club de l'Honnête Homme ;
- Paris - Le Pont Mirabeau, Boulogne, Éditions de la Bretèche. livre composé de dix lithographies originales en couleurs dont une illustration du poème de Guillaume Apollinaire, et Le Vert Galant ;
- 1979 : Albert Camus, Les adaptations théâtrales, Paris, Éditions André Sauret. Lithographies originales en couleurs ;
- Noël Bailbé, Les Clochers Murs et Tours du Roussillon, Perpignan, éditions Société Agricole Scientifique et Littéraire des Pyrénées Orientales. Dessins à l'encre de chine et à la plume sur le motif ;
- 1980 : (ca) Jordi Pere Cerdà, Col-locacio de personatges en un jardi tancat, Perpignan, Éditions du Chiendent. Couverture du livre avec un dessin à l'encre de chine ;
- 1997 : (ca) Jordi Pere Cerdà, Paraula Fonda, Perpignan, Publications de l'Olivier. Couverture du livre en couleurs ;

## Collections publiques
Par ordre chronologique de la première occurrence

### Œuvres dans l'espace public
- 1962 : Station du chemin de croix, chapelle du moulin de Vauboyen, Bièvres.
- 1974 : L'architecte Cyprien Lloansi fait appel à Pierre Garcia-Fons pour la réalisation de deux fresques au groupe scolaire d'Alénya (Pyrénées-Orientales) : Bord de Ruisseau et Les Jeux de la Plage.

### Acquisitions institutionnelles et œuvres dans les collections publiques
- Musée d'Art Moderne de Paris ;
- Centre national d’art et de culture Georges-Pompidou plus connu sous l'appellation Beaubourg.
- Centre national des arts plastiques ayant déposé des œuvres de Pierre Garcia-Fons dans plusieurs sites officiels en France ou à l'étranger.
- EADS achète en 2004 une œuvre de Vie Marine pour le salon de réception de son siège à Paris.

#### France par ordre alphabétique  (en 2006)
- Musée de Bagnols-sur-Cèze ;
- Musée des beaux-arts et d'archéologie de Besançon ;
- Musée de Chalons-en-Champagne ;
- Musée des Beaux-Arts de Chartres ;
- Musée de Mulhouse ;
- Musée Hyacinthe-Rigaud de Perpignan ;
- Musée des Sables-d’Olonne ;
- Musée de l’Abbaye de Saint-Claude ;
- Musée d'art contemporain Saint-Cyprien (Pyrénées-Orientales) ;
- Musée de Saint-Denis ;
- Musée de Saint-Maur-des-Fossés ;

#### Autres lieux qu'en France par ordre alphabétique  (en 2006)
- (ca) Museu d'Art modern - Museu nacional d'art de Catalunya de Barcelona (Espagne) ;
- Musée de Djakarta (Indonésie) ;
- Musée Daïmaru Osaka-Fu (Japon) ;
- Musée de Requena (Espagne)
- Musée de Yamagata (Japon).

## Collections privées à l'étranger
Allemagne, Belgique, Canada, Danemark, Espagne, États-Unis, Grande-Bretagne, Hollande, Iran, Italie, Japon, Maroc, Mexique, Suisse, Venezuela.

## Prix, distinctions et mentions
- Sélection pour le prix de la Critique 1951 ;
- Prix Antral 1956 ;
- Prix Fénéon 1958 ;
- Prix de la ville de Chartres 1962 ;
- Prix des Onze 1967[30] ;
- 2004 : Jean-Jacques Aillagon, ministre de la culture et de la communication lui décerne le grade de chevalier dans l'ordre des arts et des lettres. Les insignes de l'ordre des chevaliers lui seront remis le 1er juillet 2005 par Alain Brunet, inspecteur général de l’éducation nationale à l'hôtel Pams de Perpignan.
- 2005 : Médaille de la ville de Perpignan remise par le sénateur maire Jean-Paul Alduy (1er juillet 2005). Médaille de la ville de Villeneuve-la-Rivière par le maire Jacques Marrassé (14 juillet 2005).
- 2006 : Grand Prix Georges-Léon Baudry de la Fondation Taylor[31].
- septembre 2012 : Aurélie Filippetti, ministre de la culture et de la communication , l'élève au grade d'officier dans l'ordre des arts et des lettres[32].
- mai 2013 : Manuel Valls , premier ministre, lui remet les insignes du grade d'officier dans l'ordre des arts et des lettres[33].